# Alioune Fall
Alioune Fall, né le 24 décembre 1994 à Dakar, est un footballeur sénégalais, qui joue au poste d'avant-centre au Red Star.

## Biographie
Alioune Fall est formé à l'Étoile Lusitana à Dakar, puis évolue au Portugal entre 2013 et 2020 au GD Chaves, à la Juventude de Pedras Salgadas, au FC Vizela et à Gil Vicente.
En deux années en Bulgarie, il inscrit 22 buts et donne 17 passes décisives avec le Beroe Stara Zagora.
En 2022, il rejoint le Red Star, notamment pour pallier le départ de Pape Meïssa Ba.

## Palmarès

### En club
| Red Star FC (1) - National (1) : - Champion : 2024 |